# 弗拉滕巴赫河

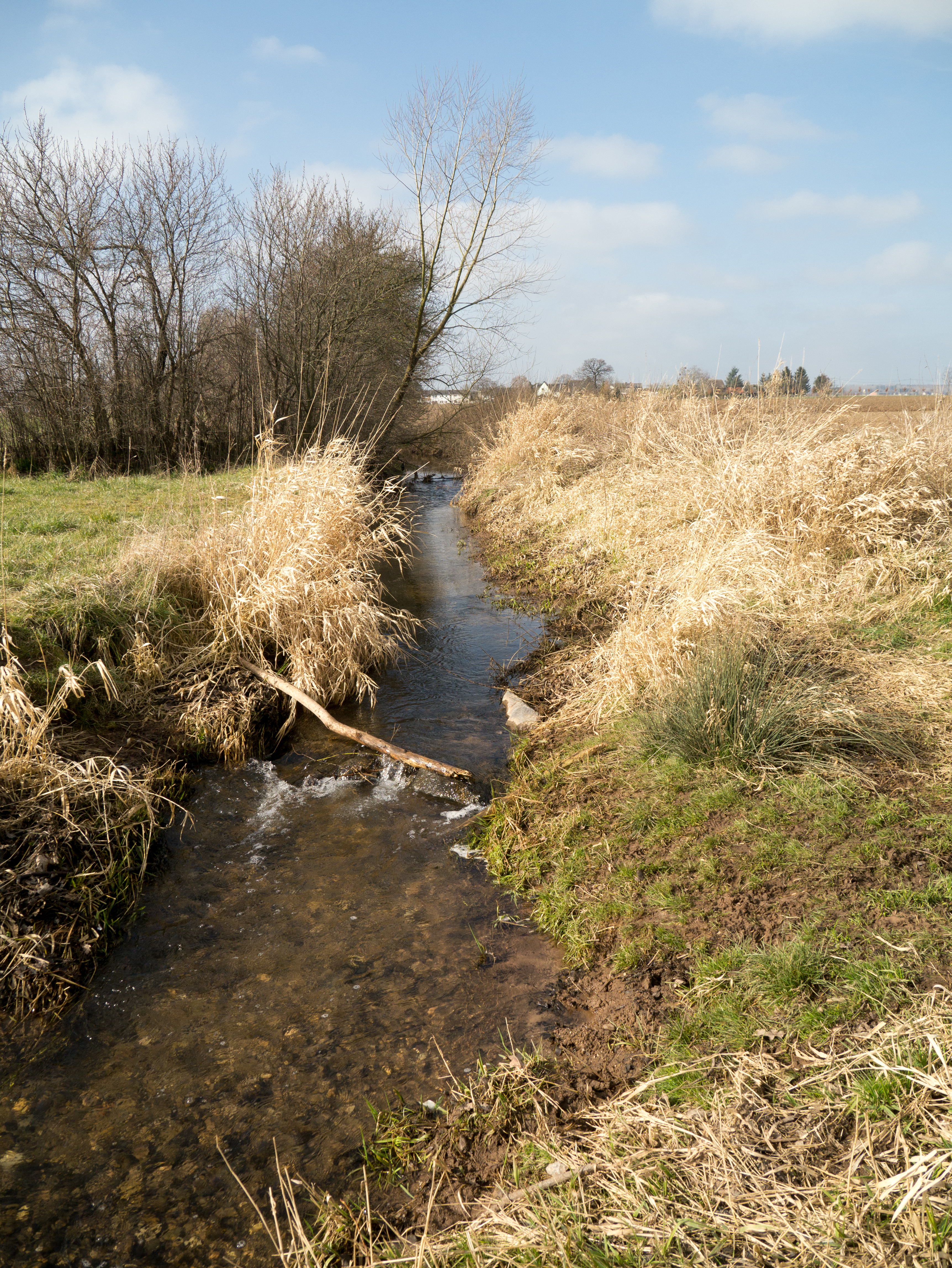

50°40′21.62″N 6°40′19.56″E / 50.6726722°N 6.6721000°E
弗拉滕巴赫河（德語：Vlattener Bach），是德國的河流，位於該國西部，處於北萊茵-威斯特法倫州，屬於羅特巴赫河的右支流，河道全長21.8公里，流域面積31.5平方公里。